# U-Boot Tipo X
Gli U-Boot tipo X, classificati anche come Tipo XB, erano sommergibili oceanici posamine a doppio scafo progettati per il trasporto di 66 mine TMA (i battelli possedevano 30 tubi verticali lancia mine di cui 24 posti lungo le parti laterali dello scafo) e furono i più grossi battelli prodotti in Germania durante la seconda guerra mondiale. Durante la guerra, furono utilizzati soprattutto per rifornire in mare gli U-Boot operativi. A questo tipo di sommergibile fu montato il dispositivo di snorkel nel 1943; questo dispositivo fungeva da "boccaglio" al sommergibile, in quanto permetteva il ricambio di aria pur rimanendo immerso (chiaramente a pelo d'acqua; infatti sotto i 10/15 metri di profondità non poteva più funzionare).
Di otto unità costruite, sei furono affondate tra il 1942 (una) e il 1943 (cinque) nell'oceano Atlantico. Degli ultimi due invece (l'U-234 e l'U-219) il primo si arrese agli Alleati nel 1945 mentre trasportava importanti progetti delle armi naziste e ingenti quantità di Uranio, mentre il secondo fu catturato dai giapponesi.

## L'U-116
Varo

1º luglio 1939 a Kiel

Comandanti

Dal 26 luglio 1941 al 10 settembre 1942 fu comandato dal Korvkpt. Werner von Schmidt;

Dall'11 settembre al 6 ottobre 1942 fu comandato dall'Oblt. Wilhelm Grimme

Carriera

4 pattuglie:

Dal 26 luglio 1941 al 31 gennaio 1942 servì nella 2. Unterseebootsflottille (seconda flottiglia subacquea) facendo pattuglie di addestramento

Dal 26 luglio 1942 al 1º aprile 1942 servì nella 1. Unterseebootsflottille (prima flottiglia subacquea) facendo pattuglie di addestramento

Dal 1º aprile 1942 al 6 ottobre 1942 servì ancora nella 1. Unterseebootsflottille facendo pattuglie belliche

Successi

Navi Affondate: 1 Nave da 4284 t

Navi Danneggiate: 1 Nave da 7093 t

Capitolazione

L'U-116 venne affondato approssimativamente alle coordinate 45.00N, 31.30W (Nord Atlantico) con la morte dell'intero equipaggio.

## L'U-117
Varo

1º luglio 1939 a Kiel

Comandanti

Dal 25 ottobre 1941 al 7 agosto 1943 fu comandato dal Korvkpt. Hans-Werner Neumann

Carriera

5 pattuglie:

Dal 25 ottobre 1941 al 31 gennaio 1942 servì nella seconda flotta facendo pattuglie di addestramento

Dal 1º febbraio 1942 al 30 settembre 1942 servì nella prima flotta facendo pattuglie di addestramento

Dal 1º ottobre 1942 al 14 ottobre 1942 servì ancora nella prima flotta facendo pattuglie belliche

Dal 15 ottobre 1942 al 30 novembre 1942 servi nell'undicesima flotta facendo pattuglie belliche

Dal 1º dicembre 1942 al 7 agosto 1943 servì nella dodicesima flotta facendo sempre pattuglie belliche

Successi

Navi Danneggiate: 2 Navi per un totale di 14269 t

Eventi

L'8 novembre 1942, mentre l'U-454 veniva rifornito, il Leutnant zur See der Reserve Helmut Schwenzel cadde fuoribordo.

Capitolazione

L'U-117 venne affondato alle coordinate 39.42N, 38.21W (Nord Atlantico) insieme all'U-66 con cariche di profondità, siluri FIDO e da 5 Avenger che scortavano la USS Card.

Tutti i 62 uomini dell'equipaggio persero la vita.

## L'U-118
Varo

1º marzo 1940 a Kiel

Comandanti

Dal 6 dicembre 1941 al 12 giugno 1943 fu comandato dal Korvkpt. Werner Czygan

Carriera

4 pattuglie:

Dal 6 dicembre 1941 al 30 settembre 1942 servì nella quarta flotta facendo pattuglie di addestramento

Dal 1º ottobre 1942 al 31 ottobre 1942 servì nella decima flotta facendo pattuglie belliche

Dal 1º novembre 1942 al 12 giugno 1943 servì nella dodicesima flotta facendo ancora pattuglie belliche

Successi

Navi Affondate: 4 Navi di cui 1 da guerra da 925 t e altre 3 navi per un totale di 14064 t

Navi Danneggiate: 2 Navi per un totale di 11945 t

Capitolazione

L'U-118 venne affondato alle coordinate 30.49N, 33.49W (Medio Atlantico), all'altezza delle Canarie da cariche di profondità, e 8 Avenger di scorta alla USS Bogue.

Dei 59 membri dell'equipaggio 43 persero la vita e 16 sopravvissero.

## L'U-119
Varo

15 maggio 1940 a Kiel

Comandanti

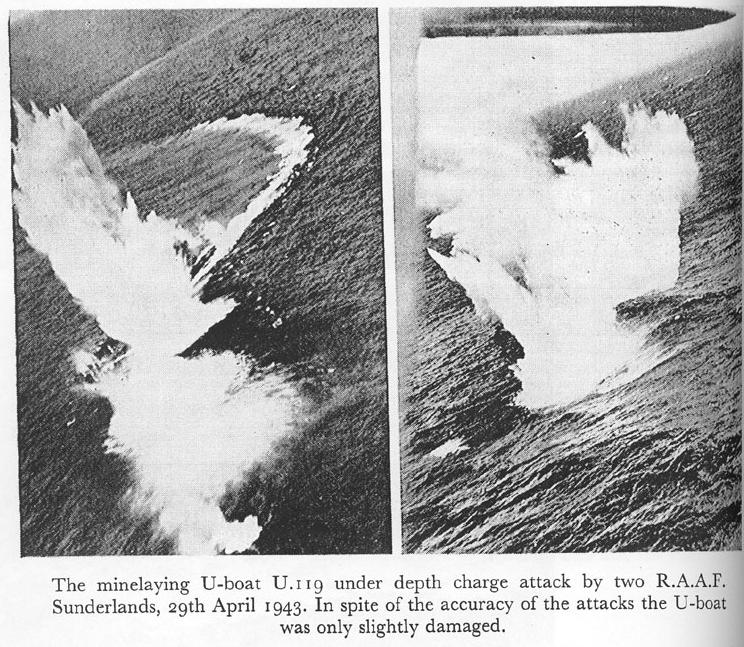
L'U-119 sotto l'attacco aereo di uno Short Sunderland, il 29 aprile 1943; nonostante la precisione del lancio il battello tedesco se la cava solo con pochi danni

Dal 2 aprile 1942 al 15 aprile 1943 fu comandato dal Kptlt. Alois Zech

Dal 16 aprile 1943 al 24 giugno 1943 fu comandato dal Kptlt. Horst-Tessen von Kameke

Carriera

2 pattuglie:

Dal 2 aprile 1942 al 31 gennaio 1943 servì nella quarta flotta facendo pattuglie di addestramento

Dal 1º febbraio 1943 al 24 giugno 1943 servì nella dodicesima flotta facendo pattuglie belliche

Successi

Navi Affondate: 1 Nave da 2937 t

Navi Danneggiate: 1 Nave da 7176 t

Eventi

Il 29 aprile 1943, mentre subiva un attacco da parte di un aereo Sunderland della 461ª Squadriglia, l'U-119 perse un uomo in mare.

Capitolazione

L'U-119 venne affondato nel Golfo di Biscaglia a Nord-Ovest del Capo Ortegal, Spagna, alle coordinate 44.59N, 12.24W, da cariche di profondità, e speronamento da parte della corvetta inglese HMS Starling.

Dei 57 membri dell'equipaggio nessuno sopravvisse.

## L'U-219
Varo

31 maggio 1941 a Kiel

Comandanti

Dal 12 dicembre 1942 all'8 maggio 1945 fu comandato dal Korvkpt. Walter Burghagen

Carriera

3 pattuglie:

Dal 12 dicembre 1942 al 30 giugno 1943 servì nella quarta flotta facendo pattuglie di addestramento

Dal 1º luglio 1943 al 30 settembre 1944 servì nella dodicesima flotta facendo pattuglie belliche

Dal 1º ottobre 1944 all'8 maggio 1945 servì nella trentatreesima flotta facendo ancora pattuglie belliche

Successi

Il 28 settembre 1944, l'U-219, abbatté l'ultimo Avenger statunitense della squadriglia VC-6 che faceva voli di scorta nell'Atlantico; tuttavia non affondò né danneggiò mai alcuna nave.

Capitolazione

L'U-219 fu consegnato ai giapponesi a Giakarta che lo trasformarono nel sommergibile giapponese I-505 il 15 luglio 1945. Il mese successivo si arrese sempre a Giakarta per venire smantellato poi nel 1948.

## L'U-220
Varo

16 giugno 1941 a Kiel

Comandanti

Dal 27 marzo 1943 al 28 ottobre 1943 fu comandato dall'Oblt. Bruno Barber

Carriera

2 pattuglie:

Dal 27 marzo 1943 al 31 agosto 1943 servì nella quarta flotta facendo pattuglie di addestramento

Dal 1º settembre 1943 al 28 ottobre 1943 servì nella dodicesima flotta facendo pattuglie belliche

Successi

Navi Affondate: 2 Navi per un totale di 7199 t

Eventi

L'U-220 l'8 settembre 1943 piazzò delle mine fuori Bergen in Norvegia. Il 9 ottobre 1943, invece, posizionò 66 mine magnetiche SMA fuori Saint John's in Canada. Dopodiché questa attività passo all'U-603.

Il 16 ottobre 1943 2 uomini a bordo dell'U-220 finirono in mare in mezzo all'Atlantico del Nord. Erano il Bootsmaat Georg Koerner ed il Matrosenobergefreiter Gerhard Lange. Gli altri 54 uomini dell'equipaggio moriranno 12 giorni più tardi.

Capitolazione

L'U-220 venne affondato il 28 ottobre 1943 alle coordinate 48.53N, 33.30W (Nord Atlantico) con cariche di profondità, da 1 Avenger ed un Wildcat che scortavano la USS Block Island.

Tutti i 56 uomini dell'equipaggio sono morti.

## L'U-233
Varo

15 agosto 1941 a Kiel

Comandanti

Dal 22 settembre 1943 al 5 luglio 1944 fu comandato dal Kptlt. Hans Steen

Carriera

2 pattuglie:

Dal 22 settembre 1943 al 31 maggio 1944 servì nella quarta flotta facendo pattuglie di addestramento

Dal 1º giugno 1944 al 5 luglio 1944 servì nella dodicesima flotta facendo pattuglie belliche

Successi

Non ha mai affondato né danneggiato alcuna nave.

Eventi

L'U-233 il 27 maggio 1944 lasciò Kiel, Germania per piazzare delle mine fuori Halifax.

Capitolazione

L'U-233 è stato affondato il 5 luglio 1944 alle coordinate 42.16N, 59.49W a Sud-Est di Halifax con cariche di profondità seguito da speronamento e dai colpi di cannone di un cacciatorpediniere statunitense di scorta alle USS Baker e USS Thomas.

Dei 61 uomini dell'equipaggio 32 persero la vita.

## L'U-234
Varo

1º ottobre 1941 a Kiel

Comandanti

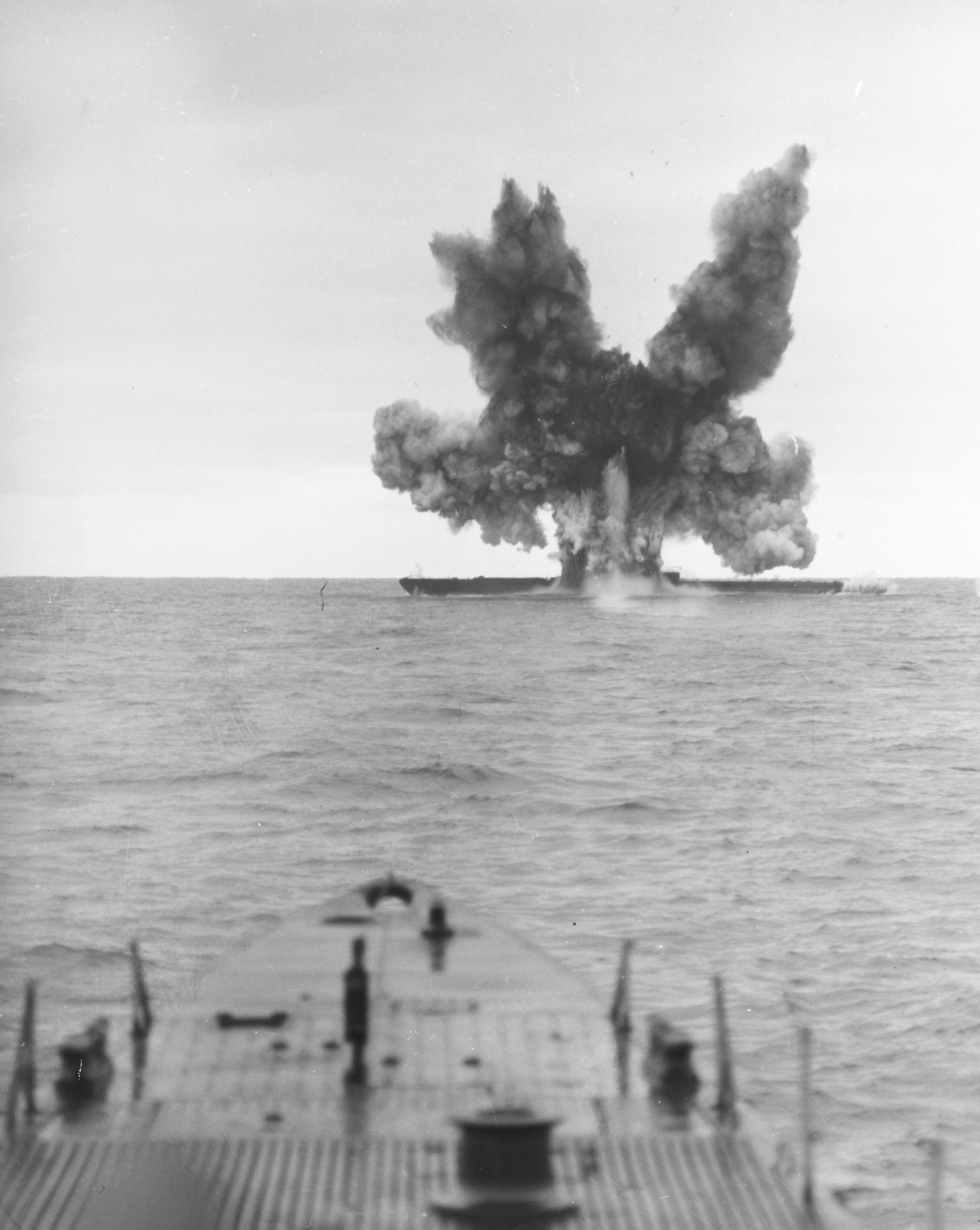
L'affondamento dell'U-234 da parte dell'USS Greenfish con siluri, in prove di tiro effettuate il 20 settembre 1947

Dal 2 marzo 1944 al 16 maggio 1945 fu comandato dal Kptlt. Johann-Heinrich Fehler

Carriera

2 pattuglie:

Dal 2 marzo 1944 al 28 febbraio 1945 servì nella quinta flotta facendo pattuglie di addestramento

Dal 1º marzo 1945 all'8 maggio 1945 servì nella trentatreesima flotta facendo pattuglie belliche

Successi

Non ha mai affondato né danneggiato alcuna nave.

Eventi

L'U-234 patì i danni delle bombe mentre veniva costruito e così dopo aver perso l'U-233 nel Luglio del 1944 la Kriegsmarine decise di non usare l'U-234 per piazzare mine; bensì per fare trasporti in Giappone. Dopo averlo ricostruito per svolgere il suo nuovo compito il 25 marzo 1945 lasciò Kiel per raggiungere, in pochi giorni, Kristiansand in Norvegia.
Il 16 aprile 1945 lasciò la Norvegia con un carico estremamente importante (progetti del caccia a reazione Me-262, 560 kg di Ossido di Uranio, esperti di varie tecnologie di alti ranghi e 2 ufficiali giapponesi).
Quando il Kptlt. Fehler sentì l'ordine del "cessate il fuoco" il 4 maggio 1945 decise di consegnarsi agli Stati Uniti. Per tradizione i 2 ufficiali giapponesi si tolsero la vita con pillole al cianuro per evitare la cattura.

Capitolazione

L'U-234 si è arreso il 19 maggio 1945 a Portsmouth nel New Hampshire.